# Kathy Boudin

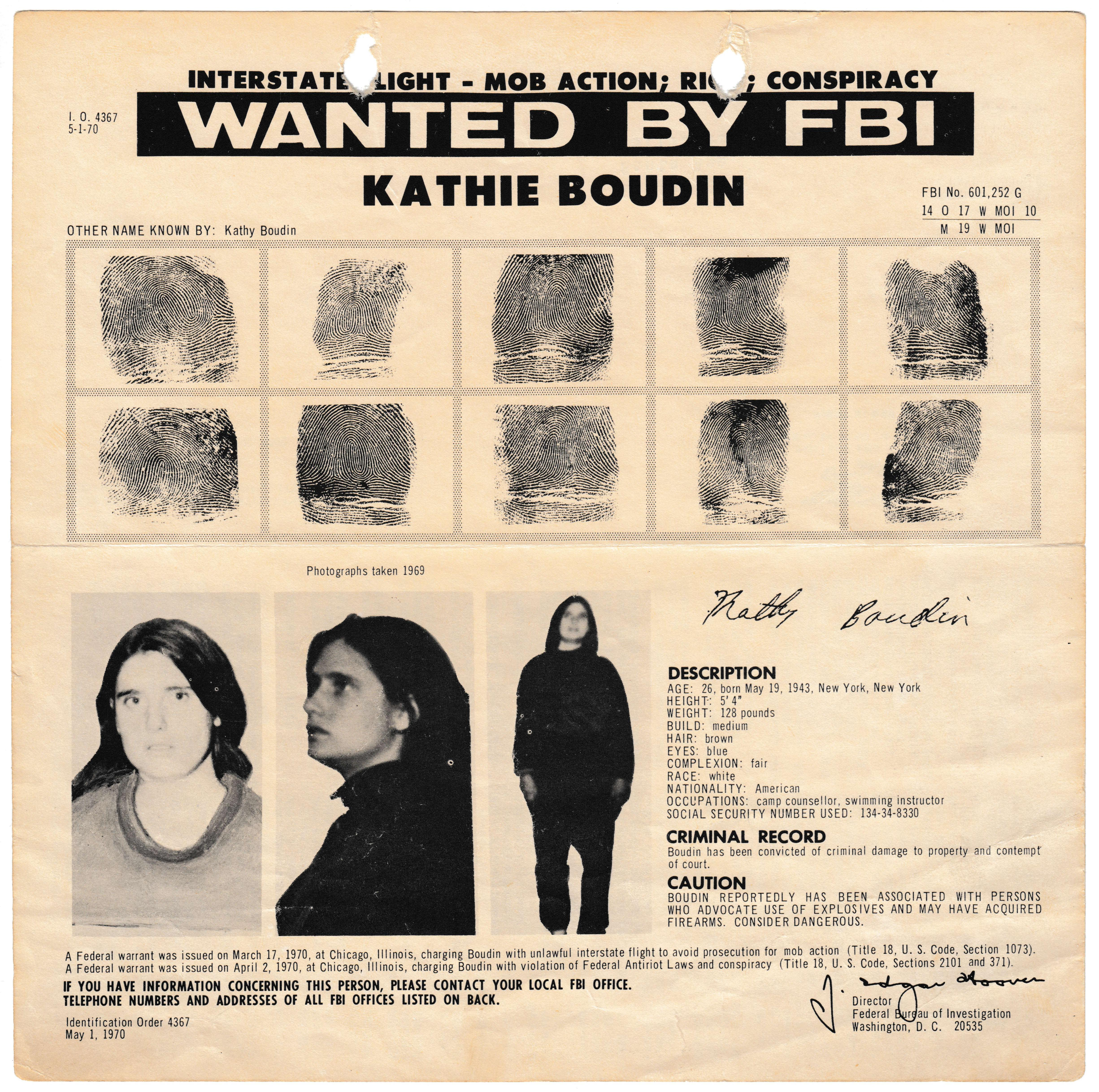
FBI-Steckbrief von Kathy Boudin aus dem Jahr 1970

Kathy Boudin (* 19. Mai 1943 in Greenwich Village, New York City; † 1. Mai 2022 in New York City) war eine US-amerikanische Gesundheits- und Sozialwissenschaftlerin. Sie war Professorin an der Columbia University und arbeitete an Programmen für HIV-infizierte Menschen am St. Luke’s-Roosevelt Hospital.

## Leben
Kathy Boudin war die Tochter des Rechtsanwalts Leonard Boudin (1912–1989) und dessen Ehefrau Jean Roisman sowie die jüngere Schwester des Juristen und Bundesrichters Michael Boudin (1939–2025), der unter anderem zwischen 2001 und 2008 als Chief Judge Präsident des US-Berufungsgerichts für den 1. Gerichtsbezirk (US Court of Appeals for the First Circuit) war.
Als Mitglied des Weather Underground war sie an verschiedenen Aktivitäten der Organisation beteiligt. Für den zusammen mit Mitgliedern der Black Liberation Army durchgeführten Überfall auf einen Brink’s-Geldtransporter in Rockland County am 20. Oktober 1981 (Brink’s robbery) wurde sie zu 20 Jahren bis lebenslang verurteilt. Boudin fuhr beim Überfall, bei dem drei Menschen erschossen wurden, den Fluchtwagen. Ihr damals 14 Monate alter Sohn Chesa Boudin wurde von den ehemaligen Mitgliedern des Weather Underground Bernardine Dohrn und Bill Ayers aufgezogen. Nach 22 Jahren Haft wurde sie 2003 auf Bewährung entlassen. Chesas Vater David Gilbert wurde für seine Beteiligung am Brink’s robbery zu einer Strafe von 75 Jahren bis lebenslang verurteilt und 2021 auf Bewährung entlassen.
Aufgrund ihrer langjährigen Arbeit mit HIV-infizierten Gefangenen erhielt sie nach ihrer Entlassung eine Anstellung an der AIDS-Klinik des St. Luke’s-Roosevelt Hospital in New York City. Während ihrer Inhaftierung verfolgte sie doktorale Studien auf dem Gebiet der Sozialwissenschaften und erhielt 2004 ihren Doctor of Education vom Teachers College der Columbia University. Seit 2008 war sie Professorin an der Columbia School of Social Work der Universität. Die Einstellung von Kathy Boudin wurde von Konservativen und Hinterbliebenen der Opfer des Überfalls von 1981 scharf kritisiert.